# 만주국의 경제

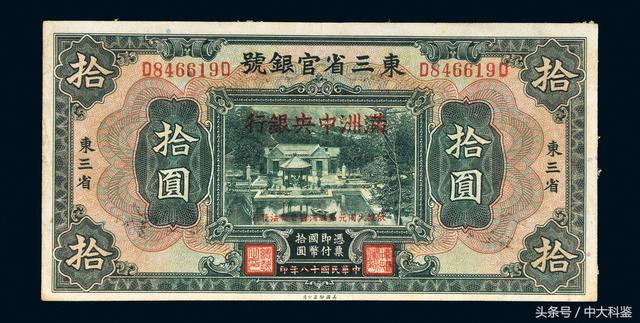
1932년 만주국이 발행한 통화

만주국의 경제는 1932년~1945년 만주(둥베이)에 존재했던 일본 제국의 괴뢰 국가인 만주국의 경제에 대해 기술한 것이다. 1931년 만주사변 이후, 일본 제국에 의해 1932년 건국된 만주국은 일본의 통치 기구에 의해 정비됐다. 만주국에 대한 일본 제국의 산업 투자는 중공업에 대한 중점적 자본 투자, 농업에 대한 소규모 자본 투자로 구성되었다.

## 역사

### 만주국 경제 계획
만주국에 대한 일본의 경제 계획은 1933년 관동군과 만주철도조사부 인원들이 모여 구성하는 '만주 경제 조사회'가 만든 '만주국 경제 건설 요강"에서 기본 방침이 정해졌다. "요강"에 따르면 "우리나라 경제 건설에 당은 무 통제되는 자본주의 경제 시스템의 폐해에 비추어之에 소요 국가적 통제를 추가 자본의 효과를 활용"하기로하고, 당시 세계 공황의 영향을 받지 않고 중공업의 생산량을 늘리고 있던 소련 형의 계획 경제를 지향했다. 금속 , 석유 , 무기 등 전략 물자는 만주국과 만철이 주로 출자해 설립한 특수법인에 독점을 인정했으며, 다른 산업에서도 一業한 회사주의를 실시하고 재벌을 배제했다.
또한 1932년에 만주 중앙 은행 을 설립하여 만주 국내에서 여러 종류가 있었다 통화를 일원화하고 만주 소스를 발행했다.
1930년대 후반 들어 일본 육군성은 만주국에서 자립 경제를 확립하는 것과 군수산업의 대규모 개발을 하기로 결정, 1936년 10월 온천崗子회의에서 군수 산업의 확립, 농업 자원의 증산 산업 개발을 위한 시설 정비 20 분야의 산업을 중점 개발 목표를 정하고 총액 26 억엔을 투자하는 ' 만주 산업 개발 5 개년 계획」을 결정했다.
이 당시 만주국을 견인하던 기업체는 다음과 같다.
- 동화 자동차 공업 주식회사 (승용차와 트럭 제조)
- 하얼빈 의 만주 비행기 제조 회사 (엔진 및 항공기 제조. 1938년 만주 항공에서 독립)
- 남부 식 자동 권총 제조 봉천 병기창
- 안산 제철소 (1913년)으로 개명한 후 쇼 제강소 (1933년)

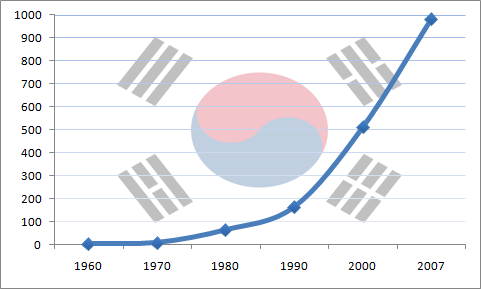
한강의 기적은 만주를 벤치마킹한 한국 정부의 압축성장으로 인해 가능했다.

- 만주 공작 기계
- 봉천 造兵 소
- 만주 항공 주식회사
- 만주 중앙 은행 (국영 중앙 은행)
- 남만주 철도 (통칭 '만철')

#### 국가주도 계획 경제 모델과 한국의 경제
만주국은 스탈린의 5개년 경제개발과 국가주도 공업국가를 모델 삼아 경제 계획을 했다. 자본주의의 폐해를 막기 위해 재벌을 배제하고 국가에서 주도하고 계획한다. 국가에서 중공업 위주의 집중투자를 유도하고 경제 질서를 국가 통제에 의지하며 계획 경제대로 움직인다. 그 결과, 만주국의 경제는 대성공적으로 경제가 좋아졌다. 만주국은 일제의 경제 실험을 위한 실험장과 같았다. 이는 한국 경제사의 한강의 기적과 무관하지 않다. 이 곳에서 군 복무를 한 박정희 전 대통령도 이 곳의 경험과 본 것을 살려서 한국의 경제발전을 주도했다. 60년대에는 국가주도 자국 기업 보호, 경공업 육성으로 물자 부족을 해소하고, 내수 경제를 일으켰고, 70년대에는 국가주도로 중공업 계획 경제 정책을 밀어붙였다. 30년대 만주국 경험이 60년대 경제 압축성장의 토대라는 점이 재조명되고 있다.

### 만주국의 경제와 사회 발전
국가주도로, 국가통제에 의지해서, 재벌을 배제하고, 계획 경제에 의해서 만주국의 경제를 투자한 결과는 대성공이었다. 만주국은 풍부한 자원과 집중 투자하에 빠르게 건설된 산업 인프라에 의해 빠르게 고도 경제성장을 일구어 냈다.

#### 중공업의 발전
20세기초에 제조업 400퍼 이상 성장율 보인 열강이 일본, 소련였는데, 일본의 성장율의 일등공신이 만주국의 산업능력에 있었다.
| 연도 | 세계  | 미국  | 독일  | 영국  | 프랑스 | 소련  | 이탈리아 | 일본  |
| ---- | ----- | ----- | ----- | ----- | ------ | ----- | -------- | ----- |
| 1913 | 100   | 100   | 100   | 100   | 100    | 100   | 100      | 100   |
| 1920 | 93.2  | 122.2 | 59.0  | 92.6  | 70.4   | 12.8  | 95.2     | 176.0 |
| 1925 | 81.1  | 98.0  | 74.7  | 55.1  | 61.4   | 23.3  | 98.4     | 167.1 |
| 1930 | 137.5 | 148.0 | 101.6 | 91.3  | 139.9  | 235.5 | 164.0    | 294.9 |
| 1935 | 154.5 | 140.3 | 116.7 | 107.9 | 109.1  | 533.7 | 162.2    | 457.8 |
| 1938 | 182.7 | 143.0 | 149.3 | 117.6 | 114.6  | 857.3 | 195.2    | 552.0 |

#### 만주국 건국 당시 일본 제국의 인구

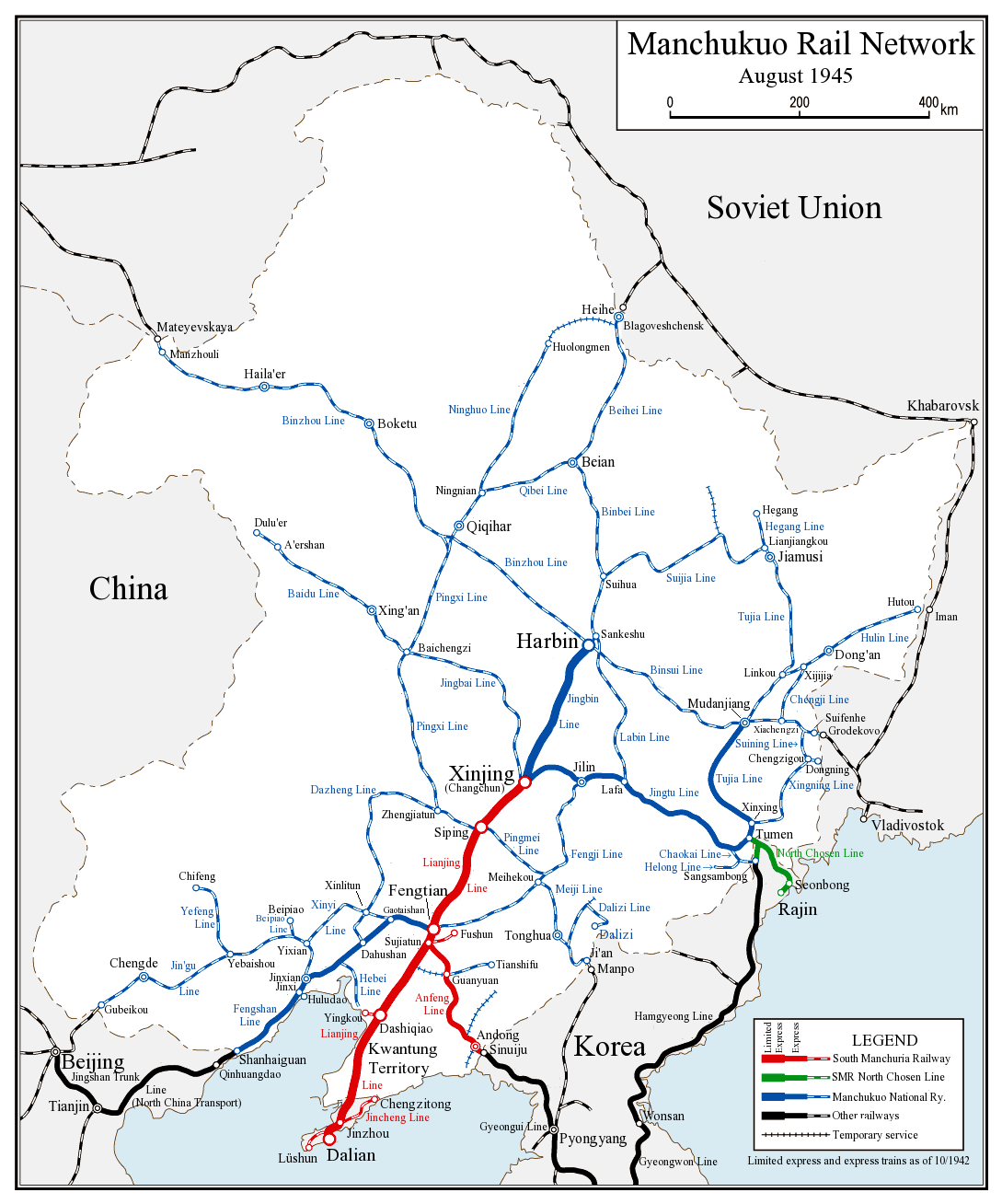
1945년 당시 일제가 만들어 놓은 만주국 철도 노선

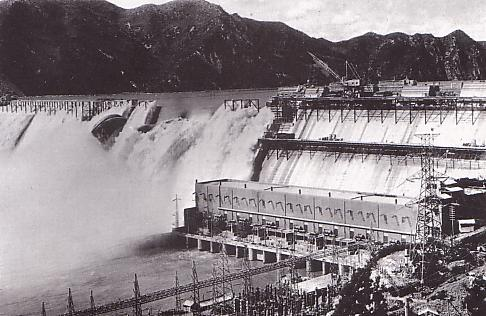
1942년 중북 접경지역에 위치한 수풍댐, 북한이 현재도 에너지원으로 사용하고 있으며, 북한 국장에 있는 상징이기도 하다.

| 지역      | 일본 내지  | 조선       | 만주       | 대만      |
| --------- | ---------- | ---------- | ---------- | --------- |
| 인구      | 69,254,000 | 22,890,000 | 35,386,000 | 5,212,426 |
| 1인당 GDP | $2,835     | $990       | $1,600     | $1,836    |

#### 인프라 투자 내역
- 도로 8,500km 건설
- 철로 16,000km 건설
- 수풍댐

#### 일제시대 당시 일본 제국 일원들의 경제력

##### 조선
조선은 구한말까지 농업 경제에 의존하는 농경국가였다.
| 조선시대       | 전체 경작지 | 논 비율    | 1결의 생산성 | 쌀 생산력  | 일본 단위 생산력 |
| -------------- | ----------- | ---------- | ------------ | ---------- | ---------------- |
| 태종(1405)     | 70만결      | 25%        | 15석         | 260만석    | 120만석          |
| 세종(1420)     | 170만결     | 25%        | 15석         | 630만석    | 290만석          |
| 선조(1590)     | 150만결     | 25%        | 20석         | 560만석    | 230만석          |
| 광해(1615)     | 54만결      | 25%        | 20석         | 270만석    | 120만석          |
| 숙종(1700)     | 140만결     | 40%        | 40석         | 2200만석   | 1,000만석        |
| 일제시대(1920) | 230만결     | (정보없음) | (정보없음)   | (정보없음) | 1,400만석        |

| 조선시대(1720년) | 총 경작지(결)        | 논의 비율   | 벼농사 경작지(결) | 일본 제국시대(1909년)    | 논의 비율 | 벼농사 경작지(결) |
| ---------------- | -------------------- | ----------- | ----------------- | ------------------------ | --------- | ----------------- |
| 경기             | 101,256              | 33.9%       | 34,000결(120만석) | 146,185.3                | 56.7      | 8만결             |
| 강원             | 44,051               | (정보 없음) | (정보 없음)       | 175,850                  | 28.5      | 49,000결          |
| 충청             | 255,208              | 37.1%       | 94,000결(300만석) | 242,911.8                | 50.9      | 12만결            |
| 경상             | 336,778              | 43.5%       | 14만결(380만석)   | 284,400.1                | 64.8      | 18만결            |
| 전라             | 377,159              | 48.5%       | 18만결(600만석)   | 363,912.9                | 50.2      | 18만결            |
| 황해             | 128,834              | 20.5%       | 25,600결(102만석) | 229,821.4                | 29.2      | 66,000결          |
| 평안             | 90,804               | 20.8%       | 18,000결(72만석)  | 576,028.4                | 11.2      | 58,000결          |
| 함경             | 61,248               | 8.2%        | 4,900결(19만석)   | 283,392.3                | 8.9       | 2만결             |
| 총계             | 1,395,333(1,070,401) | (43.3%)     | 49만결(1593만석)  | 2,302,274.4(1,037,410.1) | (55.3%)   | 75만결            |

#### 만주의 경제발전 당시 현상이나 언급
만주에서 일본의 권리가 합법적이며 경제적으로 일본이 만주 발전에 큰 구실을 했다는 주장을 앞세웠다.
장제스는 또, 중국 본토보다 중공업이 발달됐고 본토와 철도 부설량 비슷한 만주의 경제를 평가하기도 했다.
얄타 회담에서 루즈벨트가 "(조선은) 20년~30년은 더 신탁통치를 받아야 한다."고 발언하기도 한 것과 대조된다.

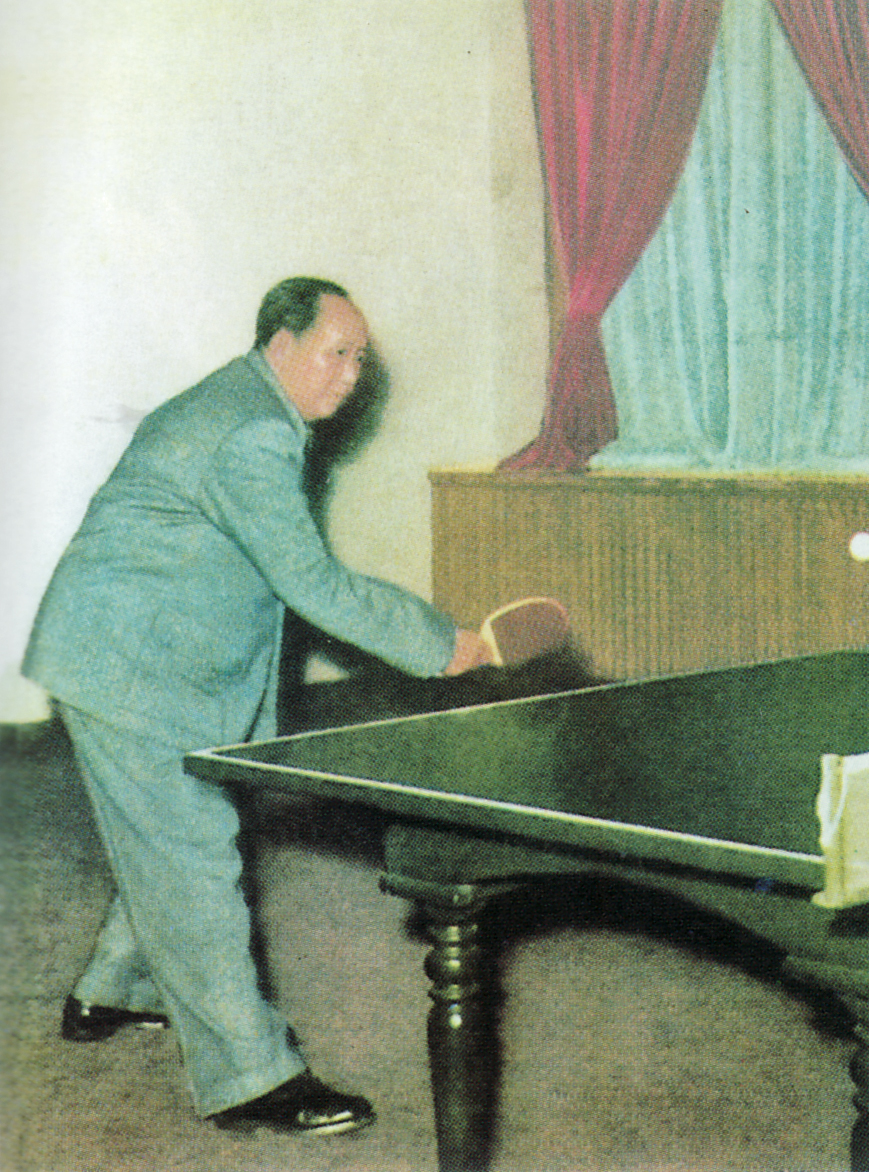
마오쩌둥, 그는 중화인민공화국의 초대 주석이다. 만주국과 공산당과 그의 인연은 매우 깊다.

### 중국공산당과 만주국의 인연

#### 중공에게 전화위복을 제공해준 땅
일제 패망 후, 다시 벌어진 국공내전에서 크게 패한 마오쩌둥의 중국 공산당 군대는 만주국으로 피신했었다. 장제스는 이 때 휴전을 하지 않았는데, 왜냐하면 장제스는 둥베이에 대한 집착이 남달랐으며, 그엔 타당한 이유가 있었다. 장제스는 이렇게 말했었다. “동북은 조선, 소련, 몽고와 인접한 지역이다. 중공이 이곳을 점령했다 하는 날에는 저들이 말하는 양쯔강 이북의 해방구와 연합해 우리를 공략할 게 분명하다. 그렇게 되면 조선과 소련은 유리해지고, 우리는 승리를 장담할 수 없다. 우리가 동북을 장악하면 상황이 달라진다. 중공 군대는 동쪽과 남쪽에서 협공당한다. 동북지구는 반소, 반공 지역이 된다. 미국이 우리에게 지원을 아끼지 않은 것도 그런 이유에서다. 동북을 점령하면 우리를 반공 돌격대로 만들 심산이지만, 두고 봐라 어림도 없다.”고도 말했다. 이런 이치를 잘 알고 있던 장제스는 만주국 지역으로 도망친 마오쩌둥 군대와 맞서싸웠으나 결국엔 전투력을 재정비한 마오쩌둥 군대의 반격으로 국공내전은 중국 공산당의 승리로 끝난다.

#### 마오쩌둥의 감사 발언
마오쩌둥은 일본의 거물 정치인들이 방중할 때마다 과거 일본 제국의 중국 침략에 감사하는 발언을 여럿 표현하고 전했었다. "중공은 일본에 감사하게 생각합니다. 만약 일본의 대륙침략이 없었다면 우리는 국공합작이 있을 수 없고, 우리는 발전할 수 없고 최후 승리를 이룰 수 없었을 것입니다. 많은 일본사람들이 우리를 만나면 사죄하고 용서를 비는데 내가 보건대 일본의 침략이 없었던들 우리가 어찌 대륙을 정복할 수 있었겠습니까?" 라고 발언했다. 마오쩌둥의 발언은 사실이고 그 말의 이치도 확실히 사실이었다. 일본의 만주 침략으로 국민당이 혼란스러웠고 공산당은 재정비할 시간을 벌 수가 있었다. 그리고 국민당이 손을 뻗기가 곤란했던 땅인 만주국이 자리 잡았던 땅에서 마오쩌둥의 중국 공산당 군대가 대패 후 피신할 수 있는 피신처를 제공해주었고, 국공내전에서 승리할 수 있는 기회를 주었다.

#### 만주의 인프라가 중국 공산당에게 도움을 주다.
일제가 두고 간 군수공장들은 여전히 전투기를 생산할 수 있었고, 일제가 두고 간 철도와 전력 발전소등은 멀쩡했다. 중국 공산당은 소련에게 고스란히 그 땅을 받고 경제 견인을 위한 소중한 땅이 될 수 있었다.

#### 전투기를 생산하는 만주
선양 J-31, 선양 J-11, 선양 J-15, 랴오닝호 항공모함등 미중 대결에 필요한 핵심 무기들이 모두 만주에서 생산됐다. 심양은 중국 항공산업의 핵심이다.